# Kapitan Ameryka: Zimowy żołnierz
Kapitan Ameryka: Zimowy żołnierz (oryg. Captain America: The Winter Soldier) – amerykański fantastycznonaukowy film akcji z 2014 roku na podstawie serii komiksów o superbohaterze o pseudonimie Kapitan Ameryka wydawnictwa Marvel Comics. Za reżyserię odpowiadali Anthony i Joe Russo na podstawie scenariusza Christophera Markusa i Stephena McFeelya. Tytułową rolę zagrał Chris Evans, a obok niego w rolach głównych wystąpili: Scarlett Johansson, Sebastian Stan, Anthony Mackie, Cobie Smulders, Frank Grillo, Emily VanCamp, Hayley Atwell, Robert Redford i Samuel L. Jackson.
Gdy na jaw wychodzi spisek w T.A.R.C.Z.Y., Steve Rogers / Kapitan Ameryka łączy siły z Czarną Wdową i Falconem, musząc się zmierzyć z tajemniczym zabójcą, Zimowym Żołnierzem.
Zimowy żołnierz wchodzi w skład II Fazy Filmowego Uniwersum Marvela. Jest to dziewiąty film należący do tej franczyzy i stanowi część jej pierwszego rozdziału zatytułowanego Saga Nieskończoności. Jest on kontynuacją filmu Kapitan Ameryka: Pierwsze starcie z 2011 roku. Trzeci film, Kapitan Ameryka: Wojna bohaterów miał premierę w 2016 roku. W 2021 roku zadebiutował w serwisie Disney+ serialowy spin-off, Falcon i Zimowy Żołnierz, z Mackiem i Stanem w tytułowych rolach. Na 2025 rok zapowiedziano czwarty film serii, Kapitan Ameryka: Nowy wspaniały świat.
Światowa premiera filmu miała miejsce 13 marca 2014 roku w Los Angeles. W Polsce produkcja ta zadebiutowała 26 marca tego samego roku. Zimowy żołnierz zarobił prawie 715 milionów dolarów, przy budżecie wynoszącym 170 milionów. Otrzymał również pozytywne oceny od krytyków.

## Streszczenie fabuły
Dwa lata po bitwie o Nowy Jork Steve Rogers pracuje dla T.A.R.C.Z.Y. pod kierownictwem Nicka Fury’ego oraz próbuje przystosować się do współczesności. Rogers i Natasha Romanoff razem z grupą S.T.R.I.K.E. dowodzoną przez agenta Rumlowa zostają wysłani na misję odbicia zakładników ze statku Georgesa Batroca i jego najemników. W trakcie zadania Rogers odkrywa, że Romanoff ma inne zadanie zlecone przez Fury’ego: zdobycie danych z komputerów ze statku. Rogers wraca do Triskelionu, bazy T.A.R.C.Z.Y., aby skonfrontować się z Furym. Steve zostaje poinformowany o projekcie Wizja, który polega na obsłudze trzech lotniskopterów mających za zadanie zapobiegawcze eliminowanie zagrożeń. Kiedy Fury nie może odszyfrować danych zdobytych przez Romanoff, staje się podejrzliwy wobec projektu Wizja i prosi przełożonego, Alexandra Pierce’a, o opóźnienie projektu .
W drodze na spotkanie z Marią Hill Fury zostaje zaatakowany przez napastników, dowodzonych przez zabójcę zwanego Zimowym Żołnierzem. Fury ucieka i ukrywa się w mieszkaniu Rogersa. Ostrzega go, że T.A.R.C.Z.A. jest zagrożona. Fury przekazuje dysk z danymi ze statku Rogersowi, a zaraz po tym zostaje postrzelony przez Zimowego Żołnierza. Fury umiera w szpitalu, a Hill zabiera jego ciało. Następnego dnia Pierce spotyka się z Rogersem w Triskelionie. Rogers zataja przed nim informacje od Fury’ego, co skutkuje zmuszeniem go do ucieczki. Ścigany przez grupę S.T.R.I.K.E., spotyka się z Romanoff. Razem odkrywają, że dysk zawiera informacje o tajnej bazie w New Jersey. Na miejscu odkrywają superkomputer z zachowaną świadomością Arnima Zoli. Zola ujawnia im, że odkąd po II wojnie światowej powstała T.A.R.C.Z.A., w jej szeregach potajemnie działa Hydra, której celem jest sianie chaosu i podporządkowanie sobie społeczeństwa w zamian za bezpieczeństwo. Steve i Natasha ledwo uchodzą z życiem, kiedy baza zostaje wysadzona i uświadamiają sobie, że Pierce jest liderem Hydry .
Rogers i Romanoff proszą o pomoc zaprzyjaźnionego ze Steve’em byłego oficera Sama Wilsona i pomagają mu zdobyć wingsuit „Falcon”. Porywają współpracującego z Hydrą agenta Jaspera Sitwella i zmuszają go do ujawnienia informacji. Okazuje się, że Zola pracował nad algorytmem, który pozwoli na identyfikację osób stanowiących zagrożenie dla planów Hydry. Projekt Wizja miałby być wykorzystany do eliminacji tych osób. Rogers, Romanoff i Wilson zostają zaatakowani przez Zimowego Żołnierza, który zabija Sitwella. Podczas walki z Zimowym Żołnierzem Rogers orientuje się, że jest to jego dawny przyjaciel Bucky Barnes, którego schwytano w czasie II wojny światowej i na którym eksperymentowano. Hill zabiera Rogersa, Romanoff i Wilsona do kryjówki, gdzie przebywa Nick Fury, który upozorował swoją śmierć. Fury przedstawia im plan sabotażu projektu Wizja .
Członkowie Światowej Rady Bezpieczeństwa przybywają na prezentację projektu Wizja, a Rogers informuje wszystkich w Triskelionie o planach Hydry. Romanoff, przebrana za jednego z członków rady, obezwładnia Pierce’a. W tym czasie Wilson i Rogers dostają się na lotniskoptery, aby wymienić płytki je kontrolujące. Zimowy Żołnierz niszczy zbroję Wilsona, a następnie walczy z Rogersem. Po zastąpieniu wszystkich płytek Hill zyskuje kontrolę nad lotniskopterami, których nowym celem jest zniszczenie siebie nawzajem. Rogers nie chce walczyć z Zimowym Żołnierzem i próbuje dotrzeć do swojego przyjaciela. Gdy statek zderza się z budynkiem Triskelionu, Rogers spada do rzeki, ale Zimowy Żołnierz wyciąga nieprzytomnego Rogersa z wody i ucieka. Romanoff zeznaje przed komisją w Kongresie, a Fury pod przykrywką swojej śmierci wyrusza do Europy Wschodniej w poszukiwaniu pozostałych baz Hydry. Rogers i Wilson postanawiają odnaleźć Zimowego Żołnierza. Rumlow, który okazał się podwójnym agentem Hydry, jest hospitalizowany po zniszczeniu Triskelionu .
W scenie w trakcie napisów Wolfgang von Strucker rozmawia z doktorem Listem odnośnie do berła, które posiadają, i eksperymentach na ludziach, które przetrwało rodzeństwo: jedno z nich posiadające nadludzką szybkość, a drugie umiejętność telekinezy. W scenie po napisach Zimowy Żołnierz odwiedza pomnik Bucky’ego Barnesa w Instytucie Smithsona .

## Obsada
| Polski dubbing |
| • Paweł Ciołkosz jako Steve Rogers / Kapitan Ameryka • Wiktoria Gorodeckaja jako Natasha Romanoff / Czarna Wdowa • Marcin Hycnar jako James „Bucky” Barnes / Zimowy Żołnierz • Mateusz Damięcki jako Sam Wilson / Falcon • Anna Dereszowska jako Maria Hill • Przemysław Sadowski jako Brock Rumlow • Agnieszka Więdłocha jako Sharon Carter / Agentka 13 • Magdalena Różczka jako Peggy Carter • Olgierd Łukaszewicz jako Alexander Pierce • Krzysztof Stelmaszyk jako Nick Fury |

- Chris Evans jako Steve Rogers / Kapitan Ameryka, weteran II wojny światowej poddany działaniu serum superżołnierza. Spędził kilkadziesiąt lat w letargu zamrożony w lodowcu i został z niego przebudzony w latach współczesnych[6].
- Scarlett Johansson jako Natasha Romanoff / Czarna Wdowa, agentka T.A.R.C.Z.Y. i wysoce wyszkolony szpieg[7].
- Sebastian Stan jako James „Bucky” Barnes / Zimowy Żołnierz, w czasach II wojny światowej był najlepszym przyjacielem Rogersa, który rzekomo poniósł śmierć. Został jednak poddany ulepszeniom i praniu mózgu przez Hydrę i przeszkolony na zabójcę[8].
- Anthony Mackie jako Sam Wilson / Falcon, weteran sił powietrznych przeszkolony do walki w powietrzu przy użyciu specjalnych skrzydeł[7].
- Cobie Smulders jako Maria Hill, wysoka rangą agentka T.A.R.C.Z.Y. współpracująca z Nickiem Furym[9].
- Frank Grillo jako Brock Rumlow, dowódca T.A.R.C.Z.Y. kierujący jednostką antyterrorystyczną S.T.R.I.K.E.[9]
- Emily VanCamp jako Sharon Carter / Agentka 13, agentka T.A.R.C.Z.Y. przydzielona do pilnowania Rogersa bez jego wiedzy[10].
- Hayley Atwell jako Peggy Carter, emerytowana agentka Naukowych Rezerw Strategicznych, współzałożycielka i była dyrektor T.A.R.C.Z.Y.[7].
- Robert Redford jako Alexander Pierce, starszy lider T.A.R.C.Z.Y., członek Światowej Rady Bezpieczeństwa[7].
- Samuel L. Jackson jako Nick Fury, dyrektor T.A.R.C.Z.Y.[11]

W filmie ponadto wystąpili: Callan Mulvey jako Jack Rollins, członek jednostki antyterrorystycznej S.T.R.I.K.E.; Georges St-Pierre jako najemnik Georges Batroc oraz Aaron Himelstein jako Cameron Klein, agent T.A.R.C.Z.Y.
Role z poprzednich produkcji franczyzy powtórzyli: Maximiliano Hernández jako Jasper Sitwell, agent T.A.R.C.Z.Y.; Toby Jones jako Arnim Zola, biochemik Hydry, który przeniósł swój mózg do komputera oraz Garry Shandling jako senator Stern. Jenny Agutter jako Hawley (która wcześniej zagrała w Avengers) oraz Chin Han, Alan Dale i Bernard White pojawili się w filmie jako członkowie Światowej Rady Bezpieczeństwa. Dominic Cooper jako Howard Stark i Tommy Lee Jones jako Chester Phillips pojawiają się na fotografiach.
W rolach cameo pojawili się: twórca komiksów Marvela, Stan Lee jako strażnik w muzeum oraz w scenie po napisach Thomas Kretschmann jako Wolfgang von Strucker; Henry Goodman jako List; Aaron Taylor-Johnson i Elizabeth Olsen jako bliźniaki Pietro i Wanda Maximoff.

## Produkcja

### Rozwój projektu

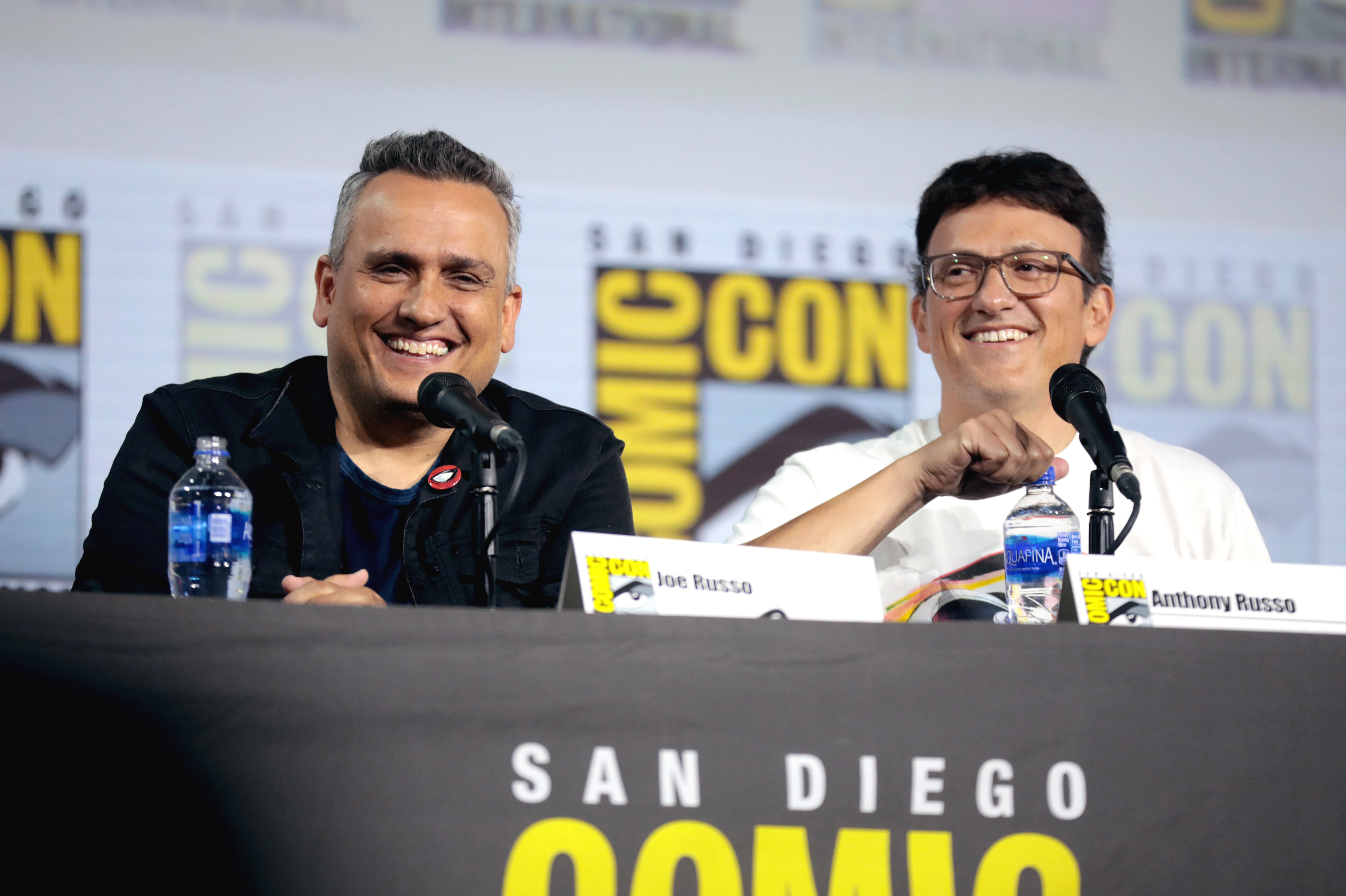
Anthony i Joe Russo, reżyserzy filmu

W kwietniu 2011 roku, jeszcze przed premierą pierwszego filmu, poinformowano, że Christopher Markus i Stephen McFeely powrócą jako scenarzyści sequela. Jeszcze w tym samym roku rozpoczęli pisanie scenariusza. Zdecydowali się na adaptację historii związanej z Zimowym Żołnierzem z komiksów autorstwa Eda Brubakera. Po kilku miesiącach pracy nad scenariuszem i konsultacjach z Marvel Studios, powstała główna cześć fabuły. Początkowo planowano, by akcja filmu rozgrywała się we współczesności z retrospekcjami z II wojny światowej, jednak ostatecznie zdecydowano się, aby umiejscowić całość fabuły filmu we współczesności. Markus i McFeely chcieli włączyć do filmu postać Clinta Bartona / Hawkeye’a, jednakże ostatecznie zrezygnowano z tego pomysłu. Sam Jeremy Renner, odtwórca tej postaci w filmach franczyzy, nie mógł wystąpić w filmie w związku z innymi zobowiązaniami. Chris McKenna, który pracował z braćmi Russo przy serialu Community, dopisał elementy humorystyczne do scenariusza.
W marcu 2012 roku ujawniono, że wśród kandydatów na stanowisko reżysera filmu znaleźli się: George Nolfi, F. Gary Gray i bracia Anthony i Joe Russo. Studio wyznaczyło również datę amerykańskiej premiery filmu na 4 kwietnia 2014 roku. W czerwcu poinformowano, że bracia Russo zajmą się reżyserią. W lipcu poinformowano, że film będzie nosił tytuł Captain America: The Winter Soldier.

### Casting
We wrześniu 2011 roku Chris Evans potwierdził, że ponownie zagra Kapitana Amerykę w sequelu. W czerwcu 2012 roku poinformowano, że Samuel L. Jackson powróci jako Nick Fury. W lipcu Anthony Mackie rozpoczął negocjacje ze studiem w sprawie roli Sama Wilsona / Falcona; podano także do wiadomości, że Sebastian Stan ponownie zagra Bucky’ego Barnesa. W październiku ujawniono, że Emilia Clarke, Jessica Brown Findlay, Teresa Palmer, Imogen Poots i Alison Brie brane są pod uwagę do roli nowej ukochanej Rogersa. Pojawiły się wówczas także informacje, że Scarlett Johansson powtórzy swoją rolę z innych produkcji franczyzy jako Natasha Romanoff / Czarna Wdowa. W tym samym miesiącu do obsady dołączyli Frank Grillo jako Brock Rumlow i Cobie Smulders jako Maria Hill.
W styczniu 2013 roku Toby Jones poinformował, że powróci jako Arnim Zola. W lutym Emily VanCamp rozpoczęła negocjacje ze studiem dotyczące udziału w filmie. W marcu poinformowano, że Maximiliano Hernández zagra ponownie Jaspera Sitwella, a Georges St-Pierre dołączył do obsady jako Georges Batroc. W tym samym miesiącu Robert Redford rozpoczął rozmowy dotyczące roli. W kwietniu oficjalnie potwierdzono udział Johansson, Redforda jako Alexandera Pierce’a i VanCamp jako Sharon Carter oraz powrót Hayley Atwell jako Peggy Carter. W maju poinformowano, że swoje role powtórzą Garry Shandling jako senator Stern i Dominic Cooper jako Howard Stark. Ostatecznie Cooper pojawił się tylko na fotografii.

### Zdjęcia i postprodukcja

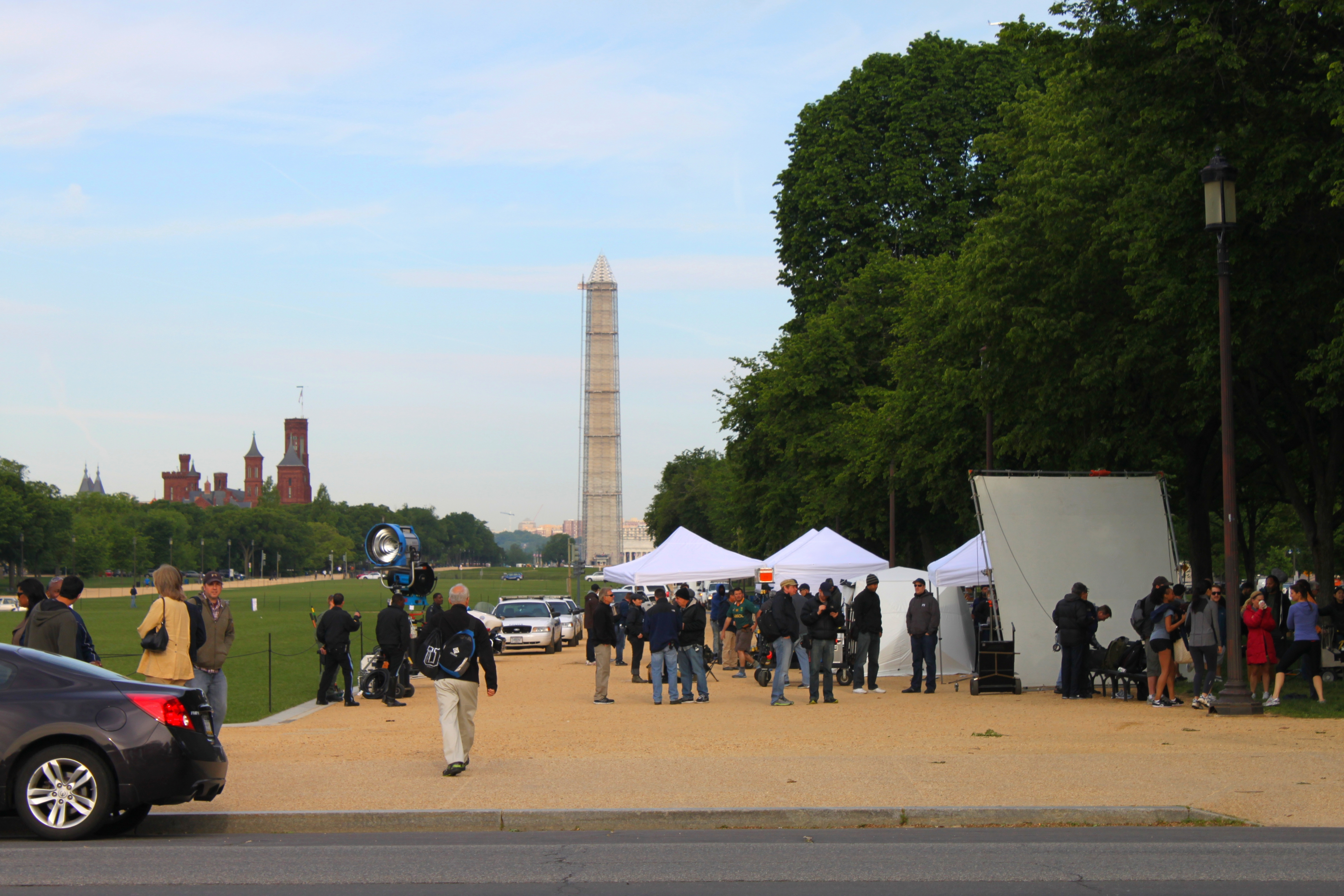
Plan zdjęciowy filmu w Waszyngtonie

Zdjęcia do filmu rozpoczęły się 1 kwietnia 2013 roku w Raleigh Manhattan Beach Studios w Los Angeles pod roboczym tytułem Freezer Burn. Sceny z Lemurian Star były kręcone na statku Sea Launch Commander zacumowanym w porcie Long Beach. 14 maja produkcja przeniosła się do Waszyngtonu, gdzie zrealizowano zdjęcia w National Mall, Dupont Circle, hotelu Willard i na Theodore Roosevelt Bridge. Od 17 maja kręcono sceny w Cleveland, które dublowało w filmie Waszyngton. Zdjęcia zrealizowano między innymi w Federal Reserve Bank of Cleveland, Cleveland Public Library, Cleveland Arcade, Tower City Center, Cleveland Museum of Art oraz w Western Reserve Historical Society i Cleveland State University. Prace na planie zakończyły się 27 czerwca. Za zdjęcia odpowiadał Trent Opaloch. Scenografią zajął się Peter Wenham, a kostiumy zaprojektowała Judianna Makovsky.
Dodatkowe zdjęcia zrealizowano w grudniu 2013 i styczniu 2014 roku. Nakręcona została wtedy również scena po napisach, którą wyreżyserował Joss Whedon. Montażem zajęli się Jeffrey Ford i Matthew Schmidt. Początkowo zamiast Schmidta miała pracować przy filmie Mary Jo Markey. Efekty specjalne zostały stworzone przez studia produkcyjne: Industrial Light & Magic, Scanline VFX, Lola VFX, Luma Pictures, Whiskytree, The Embassy, Base FX, Trixter, Cantina Creative, Perception, Rise FX, Sony Pictures Imageworks, Technicolor VFX i Capital T, a odpowiadali za nie Dan Deleeuw i Dan Sudick.
Industrial Light & Magic pracowało przy scenach z Samem Wilsonem i jego egzoszkieletem „Falcon”. Studio to stworzyło cyfrowo także lotniskoptery i Triskelion. Lola VFX zajęło się efektami postarzenia Hayley Atwell oraz wspólnie z Whiskytree przygotowali scenę retrospekcji w latach czterdziestych pomiędzy Steve’em Rogersem przed podaniem serum, a Buckym Barnesem. Scanline pracowało nad sceną na Lemurian Star i nad walką w windzie. The Embassy odpowiadało za scenę konfrontacji Rogersa i Romanoff z Jasperem Sitwellem na dachu budynku. Luma Pictures pracowało nad sceną walki na ulicy pomiędzy Rogersem, Romanoff i Wilsonem a Zimowym Żołnierzem.

## Muzyka
W czerwcu 2013 roku poinformowano, że Henry Jackman skomponuje muzykę do filmu. Ścieżka dźwiękowa została nagrana w Air Lyndhurst Studio w Londynie przez orkiestrę pod kierownictwem Gavina Greenawaya. Album z muzyką Jackmana, Captain America: The Winter Soldier Original Motion Picture Soundtrack, został wydany 1 kwietnia 2014 roku przez Hollywood Records.
| Captain America: The Winter Soldier Original Motion Picture Soundtrack – 2014 | Captain America: The Winter Soldier Original Motion Picture Soundtrack – 2014 | Captain America: The Winter Soldier Original Motion Picture Soundtrack – 2014 | Captain America: The Winter Soldier Original Motion Picture Soundtrack – 2014 | Captain America: The Winter Soldier Original Motion Picture Soundtrack – 2014 |
| Nr                                                                            | Tytuł utworu                                                                  | Wykonawca                                                                     | Autor                                                                         | Długość                                                                       |
| ----------------------------------------------------------------------------- | ----------------------------------------------------------------------------- | ----------------------------------------------------------------------------- | ----------------------------------------------------------------------------- | ----------------------------------------------------------------------------- |
| 1.                                                                            | „Lemurian Star”                                                               |                                                                               | H. Jackman                                                                    | 3:06                                                                          |
| 2.                                                                            | „Project Insight”                                                             |                                                                               | H. Jackman                                                                    | 1:29                                                                          |
| 3.                                                                            | „The Smithsonian”                                                             |                                                                               | H. Jackman                                                                    | 1:36                                                                          |
| 4.                                                                            | „An Old Friend”                                                               |                                                                               | H. Jackman                                                                    | 3:05                                                                          |
| 5.                                                                            | „Fury”                                                                        |                                                                               | H. Jackman                                                                    | 4:07                                                                          |
| 6.                                                                            | „The Winter Soldier”                                                          |                                                                               | H. Jackman                                                                    | 6:24                                                                          |
| 7.                                                                            | „Fallen”                                                                      |                                                                               | H. Jackman                                                                    | 2:51                                                                          |
| 8.                                                                            | „Alexander Pierce”                                                            |                                                                               | H. Jackman                                                                    | 2:58                                                                          |
| 9.                                                                            | „Taking a Stand”                                                              |                                                                               | H. Jackman                                                                    | 2:07                                                                          |
| 10.                                                                           | „Frozen in Time”                                                              |                                                                               | H. Jackman                                                                    | 3:52                                                                          |
| 11.                                                                           | „Hydra”                                                                       |                                                                               | H. Jackman                                                                    | 6:46                                                                          |
| 12.                                                                           | „Natasha”                                                                     |                                                                               | H. Jackman                                                                    | 1:12                                                                          |
| 13.                                                                           | „The Causeway”                                                                |                                                                               | H. Jackman                                                                    | 2:41                                                                          |
| 14.                                                                           | „Time to Suit Up”                                                             |                                                                               | H. Jackman                                                                    | 2:05                                                                          |
| 15.                                                                           | „Into the Fray”                                                               |                                                                               | H. Jackman                                                                    | 6:05                                                                          |
| 16.                                                                           | „Countdown”                                                                   |                                                                               | H. Jackman                                                                    | 4:26                                                                          |
| 17.                                                                           | „End of the Line”                                                             |                                                                               | H. Jackman                                                                    | 2:51                                                                          |
| 18.                                                                           | „Captain America”                                                             |                                                                               | H. Jackman                                                                    | 9:41                                                                          |
| 19.                                                                           | „It’s Been a Long, Long Time”                                                 | Harry James and His Orchestra                                                 | J. Styne, S. Cahn                                                             | 3:23                                                                          |
| 20.                                                                           | „Trouble Man”                                                                 | Marvin Gaye                                                                   | M. Gaye                                                                       | 3:47                                                                          |
|                                                                               |                                                                               |                                                                               |                                                                               | 1:14:32                                                                       |

## Promocja

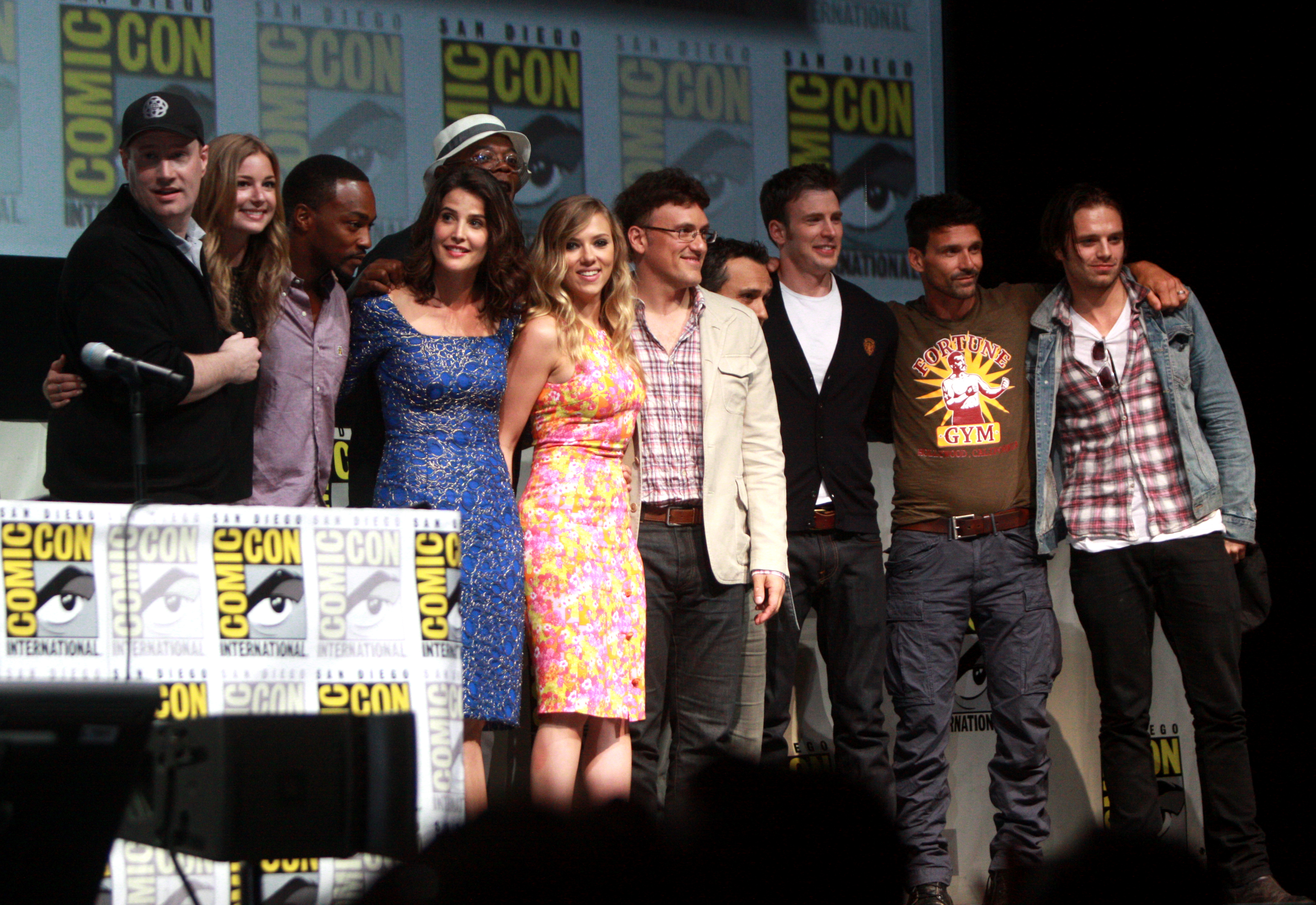
Obsada filmu na San Diego Comic-Conie 2013

W lipcu 2013 roku Chris Evans, Scarlett Johansson, Samuel L. Jackson, Sebastian Stan, Anthony Mackie, Cobie Smulders, Emily VanCamp, Frank Grillo i Kevin Feige oraz Anthony i Joe Russo pojawili się podczas panelu Marvel Studios na San Diego Comic-Conie. W sierpniu Feige, Evans, Stan i Mackie zaprezentowali klip z filmu na D23 Expo. W październiku 2013 roku ukazał się pierwszy zwiastun filmu. Został on obejrzany 23,5 miliona razy w ciągu pierwszych 24 godzin.
2 lutego 2014 roku zaprezentowano spot podczas Super Bowl XLVIII, za który The Walt Disney Company zapłaciło szacunkowo 4 miliony dolarów. 7 marca otworzono atrakcję Captain America: The Living Legend and Symbol of Courage w Disneylandzie. 27 marca Gameloft wydało grę na urządzenia mobilne zatytułowaną Captain America: The Winter Soldier - The Official Game. Również w marcu ABC wyemitowała godzinny program specjalny zatytułowany Marvel Studios: Assembling a Universe, który zawierał zapowiedź filmu. 1 kwietnia Evans i Stan uderzyli w dzwon obwieszczający otwarcie nowojorskiej giełdy na cześć kinowej premiery filmu.
Przy promocji filmu studio nawiązało współpracę z firmami Harley-Davidson, General Motors i Sky.
Komiksy powiązane / Przewodniki
28 stycznia 2014 roku Marvel Comics wydało jednozeszytowy komiks powiązany z filmem, Captain America: The Winter Soldier Infinite Comic ze scenariuszem Dana Abnetta i Andy’ego Lanninga oraz z rysunkami Andrei DiVito. Natomiast 26 marca pojawił się komiks inspirowany filmem, Captain America: Homecoming, za którego scenariusz odpowiadał Fred Van Lente, a za rysunki Tom Grummett.
16 i 30 grudnia 2015 roku oraz 6 i 27 stycznia 2017 roku Marvel Comics wydało złożony z czterech zeszytów komiks Captain America: Civil War Prelude, który zawiera adaptacje filmów Kapitan Ameryka: Zimowy żołnierz i Iron Man 3. Scenariusz do niego napisał Will Corona Pilgrim, a rysunki stworzył Szymon Kudranski.
25 maja 2016 roku został wydany cyfrowo Guidebook to the Marvel Cinematic Universe: Marvel’s Captain America: The Winter Soldier, który zawiera fakty dotyczące filmu, porównania do komiksów oraz informacje produkcyjne . 13 grudnia 2017 roku udostępniono drukiem wydanie zbiorcze, zatytułowane Marvel Cinematic Universe Guidebook: The Good, The Bad, The Guardians, w którym znalazła się także treść tego przewodnika.

## Wydanie

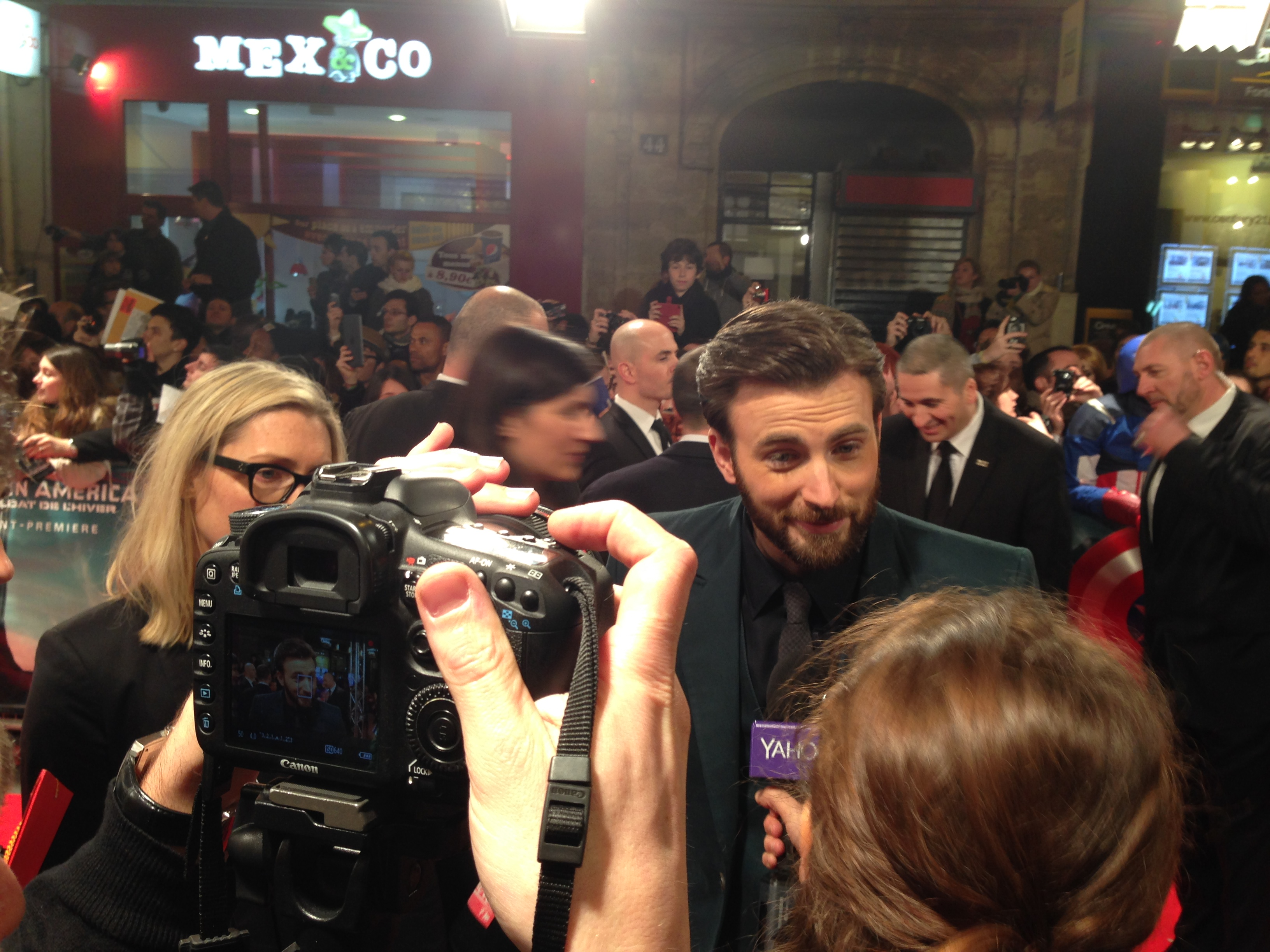
Chris Evans podczas premiery w Le Grand Rex w Paryżu

Światowa premiera filmu Kapitan Ameryka: Zimowy żołnierz miała miejsce 13 marca 2014 roku w El Capitan Theatre w Los Angeles. Ponadto zorganizowano cztery uroczyste premiery: 17 marca w Le Grand Rex w Paryżu, 20 marca w Westfield w Londynie, 24 marca w Pekinie i 1 kwietnia w Cleveland. Podczas tych wydarzeń uczestniczyła obsada i ekipa produkcyjna filmu oraz zaproszeni specjalni goście. Premierom tym towarzyszył czerwony dywan oraz szereg konferencji prasowych.
Dla szerszej publiczności film zadebiutował 26 marca we Francji, Włoszech, na Filipinach, w Norwegii, Wielkiej Brytanii, Korei Południowej i w Polsce. Następnego dnia, 27 marca, pojawił się w Niemczech, Argentynie i Singapurze. Od 28 marca dostępny był w Meksyku i Hiszpanii. 3 kwietnia zadebiutował w Australii, Rosji, Nowej Zelandii, Izraelu i na Tajlandii. W Stanach Zjednoczonych, Kanadzie, Indiach i Chinach pojawił się 4 kwietnia. W Brazylii i na Węgrzech zadebiutował 10 kwietnia. W Turcji dostępny był od 11 kwietnia, a w Japonii od 19 kwietnia.
19 sierpnia 2014 film został wydany cyfrowo w Stanach Zjednoczonych przez Walt Disney Studios Home Entertainment, a 9 września tego samego roku na nośnikach DVD i Blu-ray. W Polsce został wydany 2 grudnia tego samego roku przez Galapagos.
8 grudnia 2015 roku został wydany również w 13-dyskowej wersji kolekcjonerskiej Marvel Cinematic Universe: Phase Two Collection, która zawiera 6 filmów Fazy Drugiej, a 15 listopada 2019 roku w specjalnej wersji zawierającej 23 filmy franczyzy tworzące The Infinity Saga.

## Odbiór

### Box office
Zimowy żołnierz mając budżet wynoszący 170 milionów dolarów debiutując w 32 krajach zarobił w weekend otwarcia ponad 75 milionów dolarów. W Stanach Zjednoczonych i Kanadzie zarobił w weekend otwarcia ponad 95 milionów dolarów. Jego łączny przychód z biletów na świecie osiągnął prawie 715 milionów dolarów, z czego w Stanach Zjednoczonych i Kanadzie prawie 260 milionów.
Do największych rynków należały: Chiny (115,6 miliona), Wielka Brytania (32,3 miliona), Korea Południowa (30,2 miliona), Brazylia (28,3 miliona), Meksyk (25,7 miliona), Australia (18,4 miliona), Francja (16,9 miliona) i Rosja (14,9 miliona). W Polsce w weekend otwarcia film zarobił prawie 340 tysięcy dolarów, a w sumie prawie 1,4 miliona.

### Krytyka w mediach
Film spotkał się z pozytywną reakcją krytyków. W serwisie Rotten Tomatoes 90% z 305 recenzji uznano za pozytywne, a średnia ocen wystawionych na ich podstawie wyniosła 7,6 na 10. Na portalu Metacritic średnia ważona ocen z 48 recenzji wyniosła 70 punktów na 100. Natomiast według serwisu CinemaScore, zajmującego się mierzeniem atrakcyjności filmów w Stanach Zjednoczonych, publiczność przyznała mu ocenę A w skali od F do A+.
Todd McCarthy z „The Hollywood Reporter” napisał, że film „podejmuje kroki w celu zmniejszenia efektów specjalnych do względnego minimum, a w zamian daje nam przyjemność oglądania starej szkoły kina akcji, zaskakującego rozwoju głównego bohatera i intrygujące napięcie”. Owen Gleiberman z „Entertainment Weekly” zauważył, że „Kapitan Ameryka: Zimowy żołnierz jest pierwszym filmem od Mrocznego Rycerza o tematyce terroryzmu, który odnosi się do tego, co się dzieje”. Kenneth Turan z „Los Angeles Times” powiedział, że: „[Kapitan Ameryka: Zimowy żołnierz] jest wszystkim, czym wysokobudżetowy film o superbohaterach – poza byciem inspirującym”. Robbie Collin z „The Daily Telegraph” stwierdził, że: „Nic się nie da się z tym zrobić, ale czuję się zawiedziony, że film ze stosunkowo pikantną historią stał się ostatecznie mało ryzykowny”. Scott Foundas z „Variety” napisał, że film jest: „przepełniony zapierającymi dech w piersiach cliffhangerami podyktowanymi przez gatunek, ale równie wzbogacony cichymi, wrażliwymi ujęciami postaci, co sprawia, że jest to pierwszy taki film wśród ostatnich produkcji Marvela”. Dan Jolin z „Empire Magazine” stwierdził: „Zimowy żołnierz korzysta ze staromodnego tonu thrillera, który przynajmniej w pierwszej połowie odróżnia go od pozostałych filmów Marvela”. Manohla Dargis z „The New York Times” napisała: „Podobnie jak wiele mu podobnych filmów, [Kapitan Ameryka: Zimowy żołnierz] zaczyna się z werwą tylko po to, by wypuścić parę zanim wszystko zostanie wysadzone w powietrze”. Jake Coyle z Associated Press stwierdził: „podczas gdy Zimowy żołnierz odnosi sukcesy jako znakomicie zaprojektowany towar, który ma być rozrywką dla publiczności, zarówno dla kinomanów, jak i akcjonariuszy, ma okres przydatności do spożycia, który będzie niewiele dłuższy niż sam seans”. Joe Morgenstern z „The Wall Street Journal” napisał: „to, co sprawia, że Zimowy żołnierz jest tak przyjemny i co czyni go tak dochodowym, to jego emocjonalna przepustowość – całe żywe, pełne niuansów życie jego bohaterów pomiędzy ich szalonymi eskapadami”.
Jakub Popielecki z portalu Filmweb napisał: „Sukces filmu braci Russo wynika jednak przede wszystkim z zachowania zdrowego balansu między ocierającą się o pulpę komiksowością a konwencją politycznego thrillera. (...) Zamiast nostalgicznej awanturniczej opowiastki dostajemy tym razem współczesne kino szpiegowskie: to dobre następstwo dla przywołanej w pierwszej części estetyki tzw. Kina Nowej Przygody”. Łukasz Rojgosz z tygodnika Newsweek stwierdził: „Jeśli po Kapitanie Ameryka: Zimowym żołnierzu spodziewacie się ekstremalnie szybkiej akcji, nie będziecie zawiedzeni. Jeśli boicie się banalnych dialogów i głupiego scenariusza, to... porzućcie obawy. Zaczyna się wprawdzie tendencyjnie: rządowa organizacja S.H.I.E.L.D. (Tarcza) i główny bohater (Chris Evans jako Steve Rogers) raz jeszcze wypowiadają wojnę złu i bronią uciśnionych. Tyle że nie robią tego w sposób do przesady przewidywalny i jednowymiarowy”. Małgorzata Steciak z portalu Onet.pl napisała: „Kapitan Ameryka: Zimowy Żołnierz Anthony’ego i Joego Russo to bezpretensjonalna rozrywka na najwyższym poziomie: pełna pościgów, wybuchów i świetnych dialogów, podszyta klimatem politycznych thrillerów lat 70. i szpiegowskich intryg rodem z filmów o Jamesie Bondzie”. Adam Siennica z NaEkranie.pl stwierdził: „Kapitan Ameryka: Zimowy żołnierz pozytywnie zaskakuje, ponieważ Marvel oferuje nam błyskotliwą mieszankę konspiracyjnego thrillera w klimacie Trzech dni kondora z kinem komiksowym. Efektem jest diabelnie satysfakcjonująca produkcja rozrywkowa i najlepszy film jednego bohatera w kinowym uniwersum Marvela”. Bartosz Czartoryski z Dziennika.pl napisał: „Są tutaj oczywiście efekciarskie batalie i akrobatyczne wygibasy, a trójwymiarowe eksplozje co i rusz rażą oczy, lecz bracia Russo w większości scen akcji decydują się na dłuższe ujęcia i montaż wewnątrzkadrowy, minimalizując teledyskową sieczkę, a i cudacznych trykociarzy jakby na ekranie mniej. Znakomite są pościgi i pojedynki wręcz, powraca wyczynowość ery analogowej, lekko tylko wspomaganej na pierwszym planie efektami komputerowymi”.

### Nagrody i nominacje
| Rok  | Ceremonia                                               | Kategoria                                           | Nominacja                                                  | Rezultat  | Przypis |
| ---- | ------------------------------------------------------- | --------------------------------------------------- | ---------------------------------------------------------- | --------- | ------- |
| 2014 | Golden Trailer Awards                                   | Najlepszy zwiastun filmu akcji                      | Kapitan Ameryka: Zimowy żołnierz                           | Nominacja | [ 103 ] |
| 2014 | Golden Trailer Awards                                   | Najlepszy spot telewizyjny filmu akcji              | Kapitan Ameryka: Zimowy żołnierz                           | Wygrana   | [ 103 ] |
| 2014 | Golden Trailer Awards                                   | Najlepsza muzyka w spocie telewizyjnym              | Kapitan Ameryka: Zimowy żołnierz                           | Nominacja | [ 103 ] |
| 2014 | Teen Choice Awards                                      | Ulubiony film fantasy / science-fiction             | Kapitan Ameryka: Zimowy żołnierz                           | Nominacja | [ 104 ] |
| 2014 | Teen Choice Awards                                      | Ulubiony aktor w filmie science-fiction / fantasy   | Chris Evans                                                | Nominacja | [ 104 ] |
| 2014 | Teen Choice Awards                                      | Ulubiona aktorka w filmie science-fiction / fantasy | Scarlett Johansson                                         | Nominacja | [ 104 ] |
| 2014 | Teen Choice Awards                                      | Ulubiona chemia filmowa                             | Chris Evans, Anthony Mackie                                | Nominacja | [ 104 ] |
| 2014 | Teen Choice Awards                                      | Ulubiona postać kradnąca sceny                      | Anthony Mackie                                             | Nominacja | [ 104 ] |
| 2014 | Teen Choice Awards                                      | Ulubiony pocałunek                                  | Chris Evans, Scarlett Johansson                            | Nominacja | [ 104 ] |
| 2014 | Young Hollywood Awards                                  | Najlepszy superbohater                              | Chris Evans                                                | Nominacja | [ 105 ] |
| 2014 | IGN Summer Movie Awards                                 | Najlepsza adaptacja komiksu                         | Kapitan Ameryka: Zimowy żołnierz                           | Wygrana   | [ 106 ] |
| 2014 | Matchflick Flicker Awards                               | Najlepszy film o superbohaterach                    | Kapitan Ameryka: Zimowy żołnierz                           | Wygrana   | [ 107 ] |
| 2014 | Golden Schmoes Awards                                   | Ulubiony film                                       | Kapitan Ameryka: Zimowy żołnierz                           | Nominacja | [ 108 ] |
| 2014 | Golden Schmoes Awards                                   | Najlepsze efekty specjalne                          | Kapitan Ameryka: Zimowy żołnierz                           | Nominacja | [ 108 ] |
| 2014 | Golden Schmoes Awards                                   | Najlepsza scena akcji                               | Kapitan Ameryka: Zimowy żołnierz                           | Nominacja | [ 108 ] |
| 2014 | Golden Schmoes Awards                                   | Najlepsze wydanie DVD / Blu-Ray                     | Kapitan Ameryka: Zimowy żołnierz                           | Nominacja | [ 108 ] |
| 2014 | Golden Schmoes Awards                                   | Najfajniejsza postać                                | Sebastian Stan jako Zimowy Żołnierz                        | Nominacja | [ 108 ] |
| 2014 | Golden Schmoes Awards                                   | Najlepsze T&A                                       | Scarlett Johansson                                         | Nominacja | [ 108 ] |
| 2014 | Hollywood Post Alliance                                 | Najlepszy montaż w filmie                           | Jeffrey Ford, Matthew Schmidt                              | Nominacja | [ 109 ] |
| 2014 | Hollywood Post Alliance                                 | Najlepsze efekty specjalne w filmie                 | Kapitan Ameryka: Zimowy żołnierz                           | Nominacja | [ 109 ] |
| 2014 | Washington DC Area Film Critics Association Awards      | Joe Barber Award                                    | Kapitan Ameryka: Zimowy żołnierz                           | Wygrana   | [ 110 ] |
| 2015 | Critics’ Choice Movie Awards                            | Najlepszy film akcji                                | Kapitan Ameryka: Zimowy żołnierz                           | Nominacja | [ 111 ] |
| 2015 | Critics’ Choice Movie Awards                            | Najlepszy aktor w filmie akcji                      | Chris Evans                                                | Nominacja | [ 111 ] |
| 2015 | People’s Choice Awards                                  | Ulubiony film                                       | Kapitan Ameryka: Zimowy żołnierz                           | Nominacja | [ 112 ] |
| 2015 | People’s Choice Awards                                  | Ulubiona aktorka filmowa                            | Scarlett Johansson                                         | Nominacja | [ 112 ] |
| 2015 | People’s Choice Awards                                  | Ulubiony duet filmowy                               | Chris Evans i Scarlett Johansson                           | Nominacja | [ 112 ] |
| 2015 | People’s Choice Awards                                  | Ulubiony film akcji                                 | Kapitan Ameryka: Zimowy żołnierz                           | Nominacja | [ 112 ] |
| 2015 | People’s Choice Awards                                  | Ulubiony aktor w filmie akcji                       | Chris Evans                                                | Wygrana   | [ 112 ] |
| 2015 | People’s Choice Awards                                  | Ulubiona aktorka w filmie akcji                     | Scarlett Johansson                                         | Nominacja | [ 112 ] |
| 2015 | Nagroda Akademii Filmowej                               | Najlepsze efekty specjalne                          | Dan DeLeeuw, Russell Earl, Bryan Grill i Dan Sudick        | Nominacja | [ 113 ] |
| 2015 | Saturn Awards                                           | Najlepsza adaptacja komiksu                         | Kapitan Ameryka: Zimowy żołnierz                           | Nominacja | [ 114 ] |
| 2015 | Saturn Awards                                           | Najlepsza reżyseria                                 | Anthony i Joe Russo                                        | Nominacja | [ 114 ] |
| 2015 | Saturn Awards                                           | Najlepszy scenariusz                                | Christopher Markus i Stephen McFeely                       | Nominacja | [ 114 ] |
| 2015 | Saturn Awards                                           | Najlepszy aktor                                     | Chris Evans                                                | Nominacja | [ 114 ] |
| 2015 | Saturn Awards                                           | Najlepszy aktor drugoplanowy                        | Anthony Mackie                                             | Nominacja | [ 114 ] |
| 2015 | Saturn Awards                                           | Najlepszy aktor drugoplanowy                        | Samuel L. Jackson                                          | Nominacja | [ 114 ] |
| 2015 | Saturn Awards                                           | Najlepsza aktorka drugoplanowa                      | Scarlett Johansson                                         | Nominacja | [ 114 ] |
| 2015 | Saturn Awards                                           | Najlepsza muzyka                                    | Henry Jackman                                              | Nominacja | [ 114 ] |
| 2015 | Saturn Awards                                           | Najlepszy montaż                                    | Jeffrey Ford i Matthew Schmidt                             | Nominacja | [ 114 ] |
| 2015 | Saturn Awards                                           | Najlepsza scenografia                               | Peter Wenham                                               | Nominacja | [ 114 ] |
| 2015 | Saturn Awards                                           | Najlepsze efekty specjalne                          | Dan DeLeeuw, Russell Earl, Bryan Grill i Dan Sudick        | Nominacja | [ 114 ] |
| 2015 | MTV Movie Awards                                        | Najlepsza scena walki                               | Chris Evans, Sebastian Stan                                | Nominacja | [ 115 ] |
| 2015 | MTV Movie Awards                                        | Najlepszy pocałunek                                 | Scarlett Johansson i Chris Evans                           | Nominacja | [ 115 ] |
| 2015 | Empire Awards                                           | Najlepszy thriller                                  | Kapitan Ameryka: Zimowy żołnierz                           | Nominacja | [ 116 ] |
| 2015 | Amerykańska Gildia Scenografów                          | Najlepsza scenografia w filmie fantasy              | Peter Wenham                                               | Nominacja | [ 117 ] |
| 2015 | Hugo Awards                                             | Najlepsza prezentacja dramatyczna (długa forma)     | Kapitan Ameryka: Zimowy żołnierz                           | Nominacja | [ 118 ] |
| 2015 | Amerykańska Gildia Charakteryzatorów i Stylistów fryzur | Najlepsza współczesna charakteryzacja w filmie      | Allan Apone, Nicole Sortillon, Lisa Rocco                  | Nominacja | [ 119 ] |
| 2015 | VES Awards                                              | Najlepsze symulacje w fotorealistycznym filmie      | Daniel Pearson, Sheldon Serrao, Jose Burgos, Eric Jennings | Nominacja | [ 120 ] |
| 2015 | VES Awards                                              | Najlepsze wykreowane środowisko w filmie aktorskim  | Johan Thorngren, Greg Kegel, Quentin Marmier, Luis Calero  | Nominacja | [ 120 ] |

## Kontynuacja
W marcu 2014 roku potwierdzono, że Anthony i Joe Russo powrócą na stanowisko reżysera, a Christopher Markus i Stephen McFeely jako scenarzyści trzeciego filmu. Kapitan Ameryka: Wojna bohaterów zadebiutował w 2016 roku. Tytułową rolę ponownie zagrał Chris Evans, a obok niego w rolach głównych wystąpili: Robert Downey Jr., Scarlett Johansson, Sebastian Stan, Anthony Mackie, Don Cheadle, Jeremy Renner, Chadwick Boseman, Paul Bettany, Elizabeth Olsen, Paul Rudd, Emily VanCamp, Tom Holland, Frank Grillo, William Hurt i Daniel Brühl.
Evans powtórzył rolę Steve’a Rogersa / Kapitana Ameryki w filmach Avengers: Czas Ultrona z 2015, Avengers: Wojna bez granic z 2018 i Avengers: Koniec gry z 2019 roku.
We wrześniu 2018 roku ujawniono, że Marvel Studios pracuje nad kilkoma limitowanymi serialami dla serwisu Disney+, które skoncentrowane mają być wokół postaci drugoplanowych z filmów franczyzy. W październiku tego samego roku Malcolm Spellman został zatrudniony na stanowisko głównego scenarzysty serialu, który miał się skupiać na postaciach Sama Wilsona / Falcona i Bucky’ego Barnesa / Zimowego Żołnierza. W kwietniu 2019 roku oficjalnie zapowiedziano serial zatytułowany Falcon i Zimowy Żołnierz (oryg. The Falcon and the Winter Soldier). Za reżyserię odpowiadała Kari Skogland. Serial zadebiutował w 2021 roku. Tytułowe role zagrali Mackie i Stan, a obok nich w głównych rolach wystąpili: VanCamp, Brühl, Cheadle, Wyatt Russell, Erin Kellyman, Danny Ramirez, Georges St-Pierre, Adepero Oduye, Julia Louis-Dreyfus i Florence Kasumba.
W kwietniu 2021 roku poinformowano, że przygotowywany jest czwarty film o Kapitanie Ameryce, który kontynuować będzie historię Sama Wilsona z serialu Falcon i Zimowy Żołnierz. Za jego scenariusz odpowiadać mają Spellman i Dalan Musson, a za reżyserię Julius Onah. Kapitan Ameryka: Nowy wspaniały świat został zapowiedziany na 2025 rok, a w tytułowej roli wystąpi Anthony Mackie.